# Tulipa mogoltavica
Tulipa mogoltavica är en liljeväxtart som beskrevs av Mikhail Grigoríevič Popov och Aleksei Ivanovich Vvedensky. Tulipa mogoltavica ingår i släktet tulpaner, och familjen liljeväxter. Inga underarter finns listade.